# Nsong
Pour les articles homonymes, voir Songo.
Le nsong, tsong ou songo, est une langue bantoue parlée par les Songo dans les territoires de Bulungu et Masi-Manimba en province du Kwilu) en République démocratique du Congo.

## Noms
Koni Muluwa et Bostoen (2019) utilise le nom nsong pour désigner la langue et note la transcrition [ɛ̀nsɔ̀ŋ] pour l’autonyme. L’Atlas linguistique d’Afrique centrale utilise le nom kisòng pour la langue. Boone 1973 dénombre les noms itsong et kinsongo selon Van Bulck.

## Répartition géographique
Les Songo se présentent en deux blocs distincts, séparés par des Mbala. Le bloc de l’Ouest s’étend principalement sur la rive gauche de la Gobari dans le territoire de Masi-Manimba et le bloc de l’Est s’étend sur la rive gauche de la Gobari dans le territoire de Masi-Manimba et la rive droite de la Gobari dans le territoire de Bulungu.

## Dialectes
L’Atlas linguistique d’Afrique centrale dénombre les dialectes et variantes du nsong (kisóng) suivants :
- kisóng kya Bulungu,
- kisóng kya Masi-Manimba.

## Prononciation
|            | Antérieure | Postérieure |
| ---------- | ---------- | ----------- |
| Fermée     | i          | u           |
| Pré-fermée | ɪ          | ʊ           |
| Mi-ouverte | ɛ          | ɔ           |
| Ouverte    | a          |             |

|           | Bilabial | Bilabial | Labio- dental | Labio- dental | Alvéolaire | Alvéolaire | Palatal | Palatal | Vélaire | Vélaire | Glottale | Glottale |
| --------- | -------- | -------- | ------------- | ------------- | ---------- | ---------- | ------- | ------- | ------- | ------- | -------- | -------- |
| Occlusive | p        | b        |               |               | t          | d          |         |         | k       | k       |          |          |
| Nasale    | m        | m        |               |               | n          | n          | ɲ       | ɲ       | ŋ       | ŋ       |          |          |
| Roulée    |          |          |               |               | r          | r          |         |         |         |         |          |          |
| Fricative |          |          | f             | v             | s          | z          | ʃ       | ʒ       |         |         | h        | h        |
| Spirante  | w        | w        |               |               |            |            | j       | j       |         |         |          |          |
| Latérale  |          |          |               |               | l          | l          |         |         |         |         |          |          |
| Affriquée |          |          | pf            | bv            | ts         | dz         | (c)     | (j)     |         |         |          |          |

Plusieurs consonnes sont aussi prénasalisées : /mp, mb, mf, mpf, mv, mbv, nt, ns, nts, nd, nz, ndz, nʃ, nʒ/.